# دست‌روکن

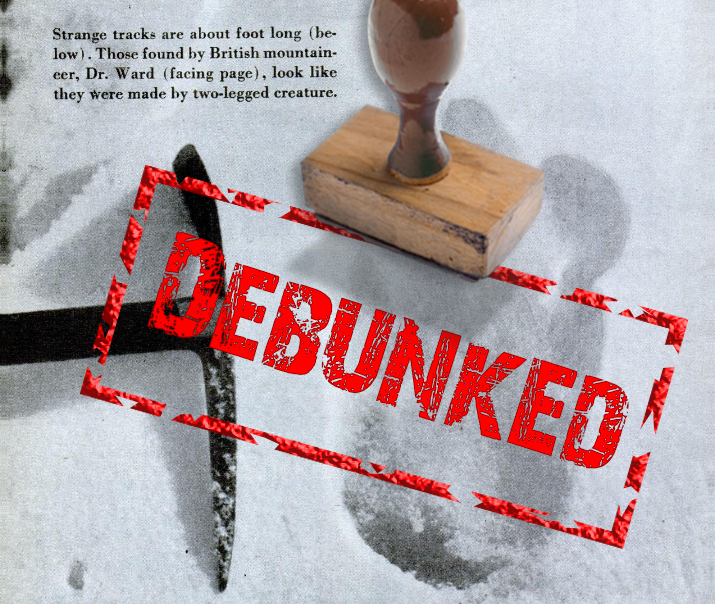
دست روکن....

دست‌روکن کسی است که برای افشا یا رد کردن ادعاهایی که به نظرش نادرست، اغراق‌آمیز یا پرمدعا هستند تلاش می‌کند. این اصطلاح در رابطه با تحقیقات شک‌گرایی علمی موضوعات بحث‌انگیز به‌کار می‌رود مانند ادعاهایی چون اشیای ناشناس پرنده، فراهنجار، کریپتید، تئوری توطئه، پزشکی جایگزین، دین، علوم حاشیه‌ای وشبه علم.
واژه‌نامه آنلاین مریام-وبستر، "دست‌روکردن" را به این صورت معنی می‌کند:
1. افشای دروغ یا پوچ بودن (اسطوره، ایده یا عقیده).
2. کاهش شهرت (کسی) با تمسخر: "کمدی از روکردن دست قهرمانان لذت می‌برد." اگر دست‌روکن‌ها مراقب نباشند، ارتباطات آنها ممکن است نتیجه معکوس داشته باشد، و اعتقاد بلندمدت مخاطب به آن اسطوره را افزایش دهد. نتیجه معکوس ممکن است زمانی رخ دهد که زمان بیش از حدی روی جنبه منفی قضیه گذاشته شود، یا پیام حاوی روکردن دست را تهدیدآمیز یا بیش از حد پیچیده ابراز کنند.

## دست‌روکن‌های مشهور
- مارتین گاردنر، ریاضیدان و نویسنده علمی که ادعای زیادی در مورد فراروان‌شناسی را رو کرد.
- هری هودینی که دست روحانی‌گرایان را رو می‌کرد.
- جیمز رندی، نادرستی ادعاهای انرژی درمانی، فراهنجار و دیگر کسانی که مدعی نیروی فراطبیعی بودند را فاش می‌کند.[۳]
- کارل سیگن، ستاره‌شناسی مشهور که ادعاهای شبه علم را رو می‌کرد.

## سازمان‌ها
- جامعه شک‌گرایان
- بنیاد آموزشی جیمز رندی
- پاپیولر مکانیکس